# 伊藤喜栄
伊藤 喜栄（いとう よしえい／よしえ、1931年5月8日- ）は、日本の地理学者。慶應義塾大学名誉教授。経済地理学専攻。

## 経歴
愛知県一宮市出身。
愛知県一宮市第四小学校（在籍中に国民学校へ移行）から愛知県立一宮中学校に進み、在学中に昭和東南海地震を経験した。1945年4月、大阪陸軍幼年学校に入学し49期生となったが、これは最後の陸軍幼年学校生徒となったことを意味していた。敗戦後、幼年学校は8月28日に閉校となり、伊藤は9月に一宮中学校へ復学した。
愛知県立一宮高等学校を経て、名古屋大学文学部史学科を卒業する。1961年、名古屋大学大学院博士課程を満期退学し、大分大学経済学部専任講師となる。以後、名古屋市立大学助教授、金沢大学法文学部助教授を経て、1979年慶應義塾大学経済学部教授に就任。1997年定年、名誉教授となる。
同年、神奈川大学教授となり、2002年退任。

## 著書
- 『空から見た日本 4 交通と通信』くもん出版 1982
- 『図説日本の生活圏』古今書院 2004
- 『教養としての地歴学 歴史のなかの地域』日本評論社 2006

### 共編著
- 『東海の伝統工芸』編著 中日新聞本社 1985
- 『現代世界の地域システム』安藤万寿男共編 大明堂 1996
- 『図説21世紀日本の地域問題』藤塚吉浩共編 古今書院 2008

### 翻訳
- W.J.Graff『海洋構造物入門』浜田政則共訳 技報堂出版 1984
- Royal Commission on the Distribution of the Industrial Population 『イギリスの産業立地と地域政策 バーロー・レポート』森川滋,小杉毅,中島茂共訳 ミネルヴァ書房 1986
- イアン・アレキサンダー『情報化社会のオフィス立地 事務所の配置と公共政策』時潮社 1989
- ピーター・ディッケン,ピーター・E.ロイド『立地と空間 経済地理学の基礎理論』監訳 古今書院 1997
- C.J.ラインズ,L.H.ボールウェル,A.F.スミス「大学の地理学」監訳 高木勇夫,村上研二訳 古今書院、2000-01

『自然地理学の基礎』
『人文地理学の基礎』
『地理学の諸課題と分析手法』
- 『Discovering Japan : a new regional geography』中村和郎,金坂清則共監修 ジョン・サージェント英語版監修 帝国書院編集部編 帝国書院 2009

## 論文
- <伊藤喜栄